# Tinajas (Panama)
Pour les articles homonymes, voir Tinajas.
Tinajas est un corregimiento situé dans le district de Dolega, province de Chiriquí, au Panama. En 2010, la localité comptait 1 530 habitants.